# Super Beaver
A Super Beaver (stilizálva: SUPER BEAVER) japán rockegyüttes, amelyet 2005-ben alapítottak Tokióban. Elsősorban a Sinkokjú című daluk révén ismertek, ami a Naruto sippúden animesorozat ötödik évadának zárófőcím dala volt. A zenekar első kiadványa 2007-ben jelent meg a független Rebelphonic lemezkiadó jóvoltából. Első két középlemezük kizárólag a Tower Records üzleteiben volt elérhető.

## Az együttes tagjai
- Sibuja Rjúta — ének[4]
- Janagiszava Rjóta — gitár[2]
- Ueszugi Kenta — basszusgitár[2]
- Fudzsivara Hiroaki — dobok[2]

## Diszkográfia

### Albumok
- Kófuku kidó (幸福軌道?) (2009. november 25., Epic Records Japan)
- Super Beaver (2010. június 6., Epic Records Japan)
- Mirai no hadzsimekata (未来の始めかた?) (2012. július 11., I×L×P× Records)
- Szekai ga me vo szamaszu no nara (世界が目を覚ますのなら?) (2013. április 3., I×L×P× Records)
- 361° (2014. február 12., I×L×P× Records)
- Ai szuru (愛する?) (2015. április 1., I×L×P× Records)
- 27 (2016. június 1., I×L×P× Records)
- Mannaka no koto (真ん中のこと?) (2017. szeptember 6., I×L×P× Records)

### Koncertfelvételek
- Mirai no cuzukekata (未来の続けかた?) (2016. október 12., I×L×P× Records)
- Tokai no Rakuda Special at Oszaka-dzsó Ongakudó (Tokai No Rakuda Special at 大阪城音楽堂?) (2017. december 6., I×L×P× Records)

### Középlemezek
- Nicsidzsó (日常?) (2007. december 5., Rebelphonic)
- Sinkei (心景?) (2008. november 5., Rebelponic)
- Sinkei (心景?) (2009. augusztus 26., Epic Records Japan) [újrakiadás]

### Kislemezek
- Sinkokju (深呼吸?) (2009. június 3., Epic Records Japan)
- Futacu no tabidzsi (二つの旅路?) (2009. augusztus 29., Epic Records Japan)
- Siavasze (シアワセ?) (2009. november 4., Epic Records Japan)
- Jorokobi no aszu ni (歓びの明日に?) (2012. április 6., I×L×P× Records)
- Rasisza/Vatakusi-goto (らしさ/わたくしごと?) (2014. szeptember 24., I×L×P× Records)
- Kotoba (ことば?) (2016. január 27., I×L×P× Records)
- Uruszai (うるさい?) (2016. február 24., I×L×P× Records)
- Aoi haru (青い春?) (2016. március 23., I×L×P× Records)
- Ucukusii he/Zenbu (美しい日 / 全部?) (2017. január 25., I×L×P× Records)